# Raymonde Tillon
Pour les articles homonymes, voir Tillon et Nédélec (homonymie).
Ne doit pas être confondu avec Germaine Tillion.
Raymonde Tillon (née Barbé, ex-Nédélec), née le 22 octobre 1915 à Puteaux et morte le 17 juillet 2016 à Nantes, est une résistante et femme politique française.
Engagée dans la Résistance jusqu'à son arrestation le 31 mars 1941, elle est élue, en tant que membre du Parti communiste français, députée constituante des Bouches-du-Rhône entre 1945 et 1946 puis députée du même département jusqu'en 1951, sous la première législature de la IVe République.

## Biographie

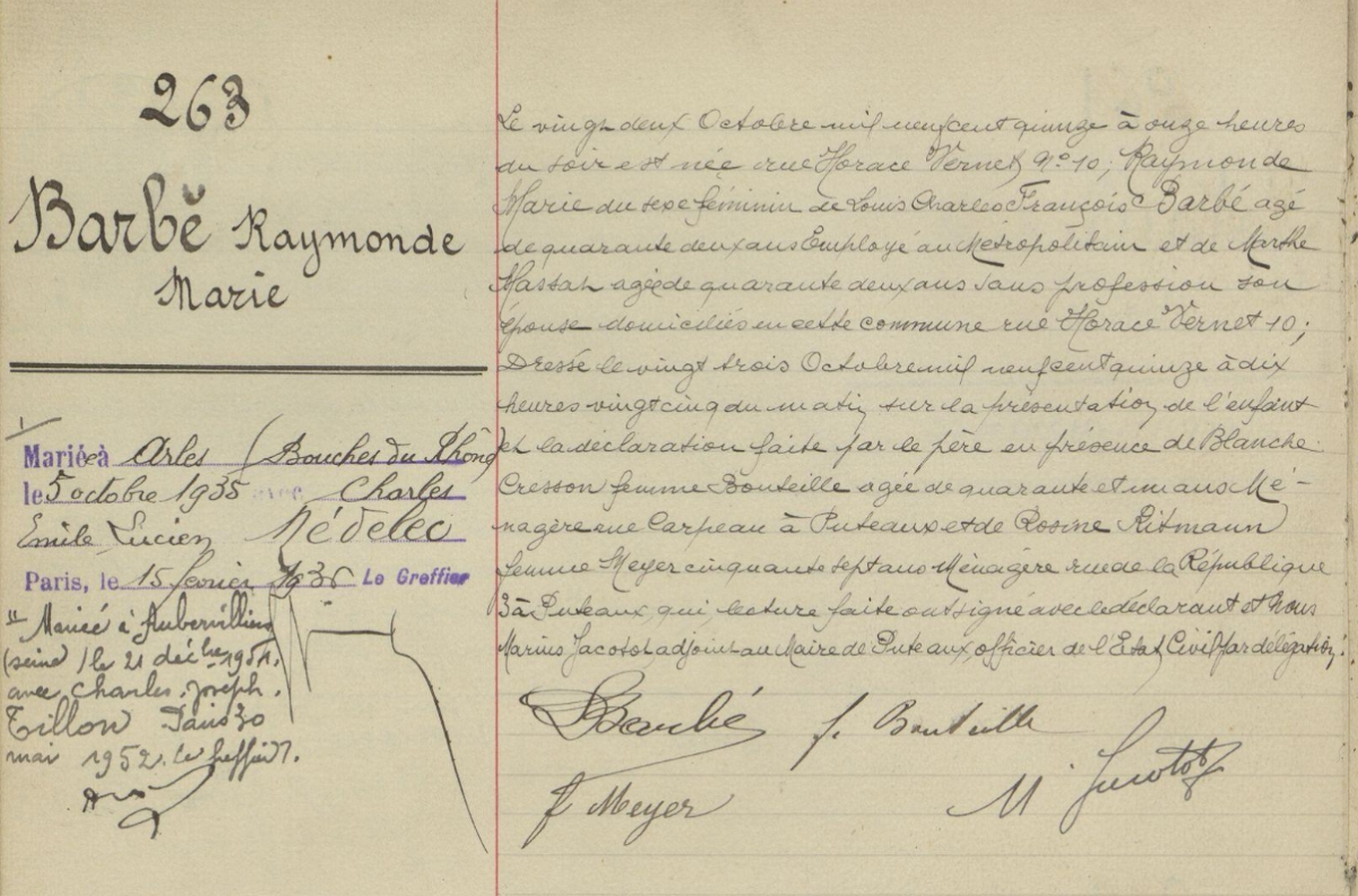
Son acte de naissance.

### Politique et Résistance
Raymonde Barbé est la fille d’un employé de la société des transports en commun de la région parisienne (STCRP). Elle perd ses parents à l’âge de 5 ans. Placée dans un orphelinat religieux, elle s’enfuit avant sa majorité, et rejoint son frère près d’Arles. Employée de commerce, elle adhère au Parti communiste français (PCF) - au moment du Front populaire - et met en place une section locale de l’Union des jeunes filles de France (UJFF).
Elle se marie en 1935 à Arles avec Charles Nédélec, un militant de la CGTU et du PCF ; ils militent ensemble pour le Front populaire dont il devient l'un des dirigeants historiques. Ils habitent ensemble à Marseille.
Raymonde Nédélec et son mari s’engagent dans la Résistance. Elle est arrêtée sur dénonciation le 31 mars 1941, et condamnée par le tribunal maritime de Toulon à vingt ans de travaux forcés, elle est d’abord incarcérée en France (Marseille à la prison des Présentines, Toulon puis Lyon) et déportée en Allemagne par le convoi I.216 parti de Paris le 30 mai 1944 (Sarrebruck puis Ravensbrück). Elle travaille ensuite dans une usine de guerre à Leipzig, s'évade le 20 avril 1945 et revient à Marseille, où elle apprend la mort d'épuisement dans la résistance de son mari.
Après guerre, Raymonde Nédélec devient employée à l’Union départementale de la CGT des Bouches-du-Rhône, avant d’être nommée responsable de la Commission féminine. En septembre 1945, elle est élue conseillère générale du 6e canton de Marseille.
Elle se remarie en 1951 avec l'ex-mutin de la mer Noire et résistant Charles Tillon, également du PCF, qui deviendra ministre, député, sénateur et maire d'Aubervilliers, dans la ceinture rouge de Paris, avant d'être la victime d'une purge stalinienne. Ils habitent alors à Aubervilliers.
Elle soutient son mari lorsqu'il fait l'objet d'une sanction qui le démet de ses fonctions dirigeantes du PCF en 1953, et ils sont tous deux exclus du Parti communiste en 1970.

### Carrière politique

#### Assemblées constituantes
Elle fut la dernière survivante des 33 femmes élues députées à la première Assemblée constituante de la IVe République, dès que les femmes eurent le droit de vote en France.
Après le rejet du projet de constitution élaboré par cette assemblée par le référendum le 5 mai 1946, elle est réélue à la seconde assemblée constituante le 2 juin 1946.

### Mort
Raymonde Tillon meurt le 17 juillet 2016 à Nantes, à l'âge de 100 ans,,. Elle est inhumée aux côtés de son mari au cimetière de l'Est à Rennes le 25 juillet.

## Distinctions
- Chevalière de la Légion d'honneur[1]
- Médaille militaire
- Croix de guerre 1939-1945

## Œuvres
- Raymonde Tillon (postface Charles-Louis Foulon), J'écris ton nom liberté : des camps nazis à l'Assemblée nationale, Paris, Éditions du Félin, coll. « Résistance, liberté et mémoire », 2002, 220 p. (ISBN 978-2-86645-421-0, présentation en ligne)